# Willy Krauss
Willy Krauss (10 febbraio 1886 – 26 gennaio 1960) è stato un calciatore tedesco, di ruolo centrocampista.